# Elliott County
Elliott County je okres ve státě Kentucky v USA. K roku 2010 zde žilo 7 852 obyvatel. Správním městem okresu je Sandy Hook. Celková rozloha okresu činí 609 km².